# Las Vegas Film Critics Society Awards 2002
La 6ª edizione dei Las Vegas Film Critics Society Awards si è tenuta il 30 dicembre 2002, per premiare i migliori film prodotti nel 2002.

## Vincitori e candidati
I vincitori sono indicati in grassetto.
Miglior film (Best Picture)
- Confessioni di una mente pericolosa (Confessions of a Dangerous Mind), regia di George Clooney

Miglior attore (Best Actor)
- Daniel Day-Lewis - Gangs of New York (Gangs of New York)

Migliore attrice (Best Actress)
- Nicole Kidman - The Hours (The Hours)

Miglior attore non protagonista (Best Supporting Actor)
- John C. Reilly - Gangs of New York (Gangs of New York), The Hours (The Hours) e Chicago (Chicago)

Migliore attrice non protagonista (Best Supporting Actress) ;
- Susan Sarandon - Igby Goes Down (Igby Goes Down) e Moonlight Mile - Voglia di ricominciare (Moonlight Mile)
- Julianne Moore - The Hours (The Hours)
- Meryl Streep - The Hours (The Hours)

Miglior regista (Best Director)
- Peter Jackson - Il Signore degli Anelli - Le due torri (The Lord of the Rings: The Two Towers)

Migliore sceneggiatura (Best Screenplay)
- Burr Steers - Igby Goes Down (Igby Goes Down)

Migliore fotografia (Best Cinematography)
- Conrad L. Hall - Era mio padre (Road to Perdition)

Miglior scenografia (Best Art Direction)
- Bernardo Trujillo e Felipe Fernández del Paso - Frida (Frida)

Migliori costumi (Best Costume Design)
- Ngila Dickson e Richard Taylor - Il Signore degli Anelli - Le due torri (The Lord of the Rings: The Two Towers)

Miglior montaggio (Best Editing)
- Michael J. Horton e Jabez Olssen - Il Signore degli Anelli - Le due torri (The Lord of the Rings: The Two Towers)

Migliori effetti speciali (Best Visual Effects)
- Jim Rygiel, Joe Letteri, Randall William Cook e Alex Funke - Il Signore degli Anelli - Le due torri (The Lord of the Rings: The Two Towers)

Miglior canzone (Best Song)
- The Hands That Built America, musica e testo degli U2 - Gangs of New York (Gangs of New York)

Miglior colonna sonora (Best Score)
- Terence Blanchard - La 25ª ora (25th Hour)

Miglior film documentario (Best Documentary)
- Bowling a Columbine (Bowling for Columbine), regia di Michael Moore

Miglior film in lingua straniera (Best Foreign Film)
- Y tu mamá también - Anche tua madre (Y tu mamá también), regia di Alfonso Cuarón

Miglior DVD (Best DVD) ;
- Il Signore degli Anelli - La Compagnia dell'Anello (The Lord of the Rings: The Fellowship of the Ring), regia di Peter Jackson, per l'edizione speciale

Miglior film per la famiglia (Best Family Film)
- Un sogno, una vittoria (The Rookie), regia di John Lee Hancock

Gioventù nei film (Youth in Film)
- Kieran Culkin - Igby Goes Down (Igby Goes Down)

Miglior film d'animazione (Best Animated Film)
- Lilo & Stitch (Lilo & Stitch), regia di Dean DeBlois e Chris Sanders

Lifetime Achievement Award
- Spike Lee